# 13433 Phelps
13433 Phelps (1999 VP52) là một tiểu hành tinh vành đai chính được phát hiện ngày 3 tháng 11 năm 1999 bởi nhóm nghiên cứu tiểu hành tinh gần Trái Đất phòng thí nghiệm Lincoln ở Socorro.